# Aristea montana
Aristea montana är en irisväxtart som beskrevs av John Gilbert Baker. Aristea montana ingår i släktet Aristea och familjen irisväxter. Inga underarter finns listade i Catalogue of Life.